# 別所温泉 (石川県)
別所温泉（べっしょおんせん）は、石川県加賀市別所町1丁目91番地（旧国加賀国）にある温泉である。

## 概要
1969年（昭和44年）に開業した加賀温泉郷の山中温泉と山代温泉の中間に位置する温泉で、温浴施設が1軒のみ存在する。1日90tの豊富な湯量を誇る大浴場は、女性客が多いことから、女湯を2つ設置しているのが特徴である。露天風呂は、男湯は巨岩の露天風呂、女湯は苔の露天風呂である。
浴槽の数は、内湯3、露天風呂2、サウナ2、井戸水風呂3。

## 泉質
- 単純温泉（低張性弱アルカリ性温泉）[1]

100%源泉かけ流しである。

### 効能
アトピー、神経痛などに効果がある。
※いずれも効能はその効果を万人に保証するものではない。

## 名産品
当温泉で販売されている温泉玉子は本格源泉仕込みである。白い玉子は1個65円、ゴールド玉子は1個80円。

## アクセス
- マイカー：E8北陸自動車道片山津ICから約12.7km、加賀ICから約9.2km[2]。
- 公共交通機関：北陸本線加賀温泉駅から約6.8㎞（北陸鉄道加賀バスまたは、加賀周遊バスを利用）[2]。

## その他
営業時間は11時40分から22時まで（最終受付21時半）、年中無休、駐車場100台分完備。